# Xã Hemlock, Quận Columbia, Pennsylvania
Xã Hemlock (tiếng Anh: Hemlock Township) là một xã thuộc quận Columbia, tiểu bang Pennsylvania, Hoa Kỳ. Năm 2010, dân số của xã này là 2.249 người.